# Vương Hữu Phu
Vương Hữu Phu (1880-1941) còn có tên là Vương Đình Thụy, húy Bảy, tự Vi Tử, sinh ngày 5 tháng12, năm Canh Thìn (1880), tại thôn Long Vân, xã Vân Sơn, huyện Nam Đàn, tỉnh Nghệ An. Cụ sinh ra trong một gia đình, dòng họ có truyền thống khoa bảng. Cha là Vương Danh Thân, đỗ Cử nhân khoa Giáp Tý (1864), làm quan đến chức Giám sát Ngự sử. Anh ruột là Vương Đình Trân, sau đổi là Vương Đình Trác, đỗ Phó bảng khoa Ất Mùi (1895), làm quan đến chức tri phủ.
Từ nhỏ cụ đã nổi tiếng thông minh, hiếu học, lại được dùi mài kinh sử từ các thầy đồ nổi tiếng trong tỉnh, như cụ Đầu xứ Đinh Văn Uyển ở xã Kim Khê, Nghi Lộc; cụ Cử nhân Vĩnh Am - Nguyễn Thế Cát ở làng Đại Đồng, nay thuộc xã Thanh Tường, huyện Thanh Chương. Năm 23 tuổi, cụ đỗ Á nguyên (Cử nhân, thứ 2), khoa Quý Mão (1903), tại Trường thi Hương Nghệ An. Đến khoa thi Hội năm Canh Tuất (1910), cụ đỗ đầu cả thi Hội, thi Đình, tức Song nguyên (Hội nguyên và Đình nguyên). Cụ làm quan đến chức Thừa chỉ hậu bổ, Trước tác xung Cơ mật viện. Cụ còn để lại một số câu đối sáng tác treo ở nhà thờ họ Vương ở Vân Diên, Nam Đàn và ghi trong tài liệu gia đình Phó bảng Đào Phan Duân ở Bình Định (Trong sách: "Câu đối xứ Nghệ" - Nhà xuất bản. Nghệ An, 2005.- T.1).
Cụ là người chung thủy với thầy và đồng môn, đã cùng các học trò khác làm câu đối mừng thầy là Nguyễn Thế Cát được thăng chức và hiện còn được treo ở nhà thờ thầy như sau:
Hội trung tư mã nhàn kỳ thạc;
Đường thượng tam chiên tiến đại phu.
(Trong hội triều quan, thầy là bậc kỳ lão nhàn nhã; Trên đường thăng chức, mừng thầy lên bậc Đại phu).
Lại có câu:
Phượng chiếu thập hàng nhàn vân nhất phiến;
Chiên đường tam tiến thái hộ tăng quang.
(Chiếu vua mười hàng, một làn mây nhàn nhã; Đường thăng chức tước, cửa lớn càng sáng thêm).
Bài văn thi đỗ Đình nguyên được gia đình, dòng họ Vương ở Vân Diên đã tìm ra. Bản văn sách được trích từ tập: Hội Đình văn tuyển, khoa thi Canh Tuất, triều Duy Tân (Duy Tân - Canh Tuất khoa).
Đề luận do nhà vua ra. Trong chế sách có đặt vấn đề rất thực tế của xã hội nước ta lúc đó, xin trích đoạn văn quan trọng:
"… Hiện thời, trong dân gian chưa khỏi cảnh xin ăn, ở nơi đầm lớn rừng sâu còn nghe tiếng trộm cướp, phải chăng đường lối giúp dân làm giàu và giáo hóa dân còn chưa thoả đáng? Quản Tử nói: "Cơm áo đủ thì biết vinh nhục, kho lẫm đầy thì biết lễ tiết". Nay muốn bọn gian quỹ không trỗi dậy, công thương được hưng khởi lên, ở vùng ven biển và ven núi, ruộng nương được khai khẩn hết, mọi nhà đều biết, việc giáo hóa có thể thi hành rộng rãi. Suy nghĩ cho sâu làm sao sửa trị được như thế? Kẻ sĩ quân tử rộng đường khai thác cổ kim, biết sâu nghĩa vụ, hãy trình bày hết ý của mình, không phù phiếm, không giấu giếm, trẫm sẽ ban khen, tiếp thu mà thi hành vậy".
Đình nguyên Vương Hữu Phu không những vận dụng triết học phương Đông, như thuyết ngũ hành để phân tích ưu nhược điểm thể chế chính trị xã hội phong kiến đương triều, lại nhìn thẳng vào thực tế xã hội lúc bấy giờ tìm ra những mặt yếu kém, sự lạc hậu về mọi mặt, đồng thời chắt lọc sự văn minh về kinh tế, văn hoá xã hội phương Tây để lý giải và làm sáng tỏ những non kém trong phương thức sản xuất, trong điều hành lực lượng lao động xã hội và đề xuất cần phải có chính sách cải tổ, tập trung xây dựng phát triển đất nước ở những mặt đặc thù quan trọng phù hợp với đặc điểm thiên thời, địa lợi, nhân hòa nước ta lúc bấy giờ. Xin trích một số đoạn đề cập đến các vấn đề vừa nêu từ bài văn đối sách của cụ Đình nguyên:
"Nay chế sách lấy việc trong dân gian còn cảnh xin ăn, ở nơi đầm lớn rừng sâu còn nghe tiếng trộm cướp ra để hỏi, thần xin được giãi bày. Có người nói đó là do thiên tai thường xuyên xảy ra, thần cho là không phải thế. Theo thần thì mối lợi nông nghiệp nước ta chẳng những chưa được mở rộng mà phân bón còn chưa được tân chế, nghề trồng trọt chưa có phương pháp tốt, cái đạo "phú chi" hoặc giả chưa làm đến cùng, chợt gặp năm hạn hán hay úng ngập, gây mất mùa, đói kém, thì niềm vui và mối lợi chưa khắp đến xóm nghèo! Cũng có người nói ấy là do sự ngộ nhận về tự do, (thần) cũng cho không phải thế. Theo thần thì các học giả nước ta chẳng những chưa được mở mang, mà văn minh cũng chưa được đều khắp, nên tập tục lề thói còn chấp nê thủ cựu, cái đạo "Giáo chi" có chỗ chưa làm hết sức. Bọn thiếu niên thì hiểu sai tự do, không thực hiện được ý nguyện bèn cam chịu sống ngoài vòng giáo hoá. Cái đạo "Phú chi, giáo chi" như vậy là chưa được tiến hành thoả đáng, thật đúng như chế sách nói vậy! Thần trộm nghĩ cái cần kíp lúc này không có gì lớn hơn hai việc là hưng dân lợi và khai dân trí. Đức Khổng Tử khi trả lời câu hỏi của Nhiễm Hữu có nói rằng: "Sau khi làm cho dân giàu có thì phải tiến hành giáo dục họ". Tây triết nói: "Muốn làm cho dân có tri thức thì trước hết phải khơi thông sự ngu dốt của dân". Như vậy đường lối giúp dân làm giàu và giáo dục dân thường nương tựa vào nhau, việc thi hành không thể rối loạn.… Nhưng thần trộm nghĩ, làm cho dân được lợi thì không gì quan trọng hơn nghề nông; mở mang dân trí thì không gì lớn hơn việc giáo hóa. Lại không thể nói công thương không đủ để hưng lợi và mở mang trí tuệ! Thần trộm cho rằng: "Công" tất phải học máy móc, việc chế tạo do đó mới có thể phát triển, "Thương" thì hàng hoá xuất nhập khẩu phải được thông suốt, có thế việc buôn bán mới được mở mang. Thần trộm thấy về công nghệ nước ta, thì nghề thủ công chưa được khéo, việc buôn bán thì hàng hóa xuất ra nước ngoài bị cấm, cả công và thương đều chưa có thể mưu cầu lợi ích một cách nhanh chóng. Vậy, triều đình phải dần dần hướng dẫn, lợi dụng cơ hội để mở rộng ra, ngõ hầu làm cho dân chúng không chịu ở yên trong cảnh tạm bợ, được chăng hay chớ; tạo ra thói quen không chịu bó mình trong cảnh an nhàn, khiến cho công thương có cơ hưng thịnh vậy! Thần trộm thấy có điều đáng lo nữa là dân nước ta đông mà đất hoang hóa ở ven biển, ven núi chưa được khai khẩn, vẫn để nguyên như cũ. Bởi vậy, nếu quan ở địa phương bảo trợ họ, cổ vũ họ, thì không cần đợi đốc thúc gắt gao mà dân chúng sẽ nhanh chóng khai hoang vậy. Thần mong ở các địa phương mỗi nơi xây dựng một nông trường, chọn một khoảnh ruộng hoang, tuyển người siêng năng, giỏi giang quản lý công việc, cứ để cho họ đưa lưu dân về cày ruộng khẩn hoang, cung cấp nông cụ, giúp đỡ vốn liếng, đem sách kỹ thuật nông nghiệp dạy cho họ, tham khảo thêm cách cày tuyết của phương Tây, khuyến khích việc dùng cày máy và các hoạt động khác, xác định chương trình học nhằm mang lại hiệu quả. Ruộng nhà nước như thế, thì ruộng của dân sẽ bắt chước làm theo, ruộng đất may ra có thể ngày được khai khẩn thêm. Thần lại trộm thấy ở nước ta lâu nay khoản lương cho thầy, dân tùy tình hình mà cấp, người dạy học trò thì căn cứ vào đạo đức, chứ chưa dựa vào chuyên môn mà chọn, nghĩa là vẫn như trước vậy! Bộ Học nên nắm việc khảo hạch cuối cùng để chọn bằng tốt nghiệp như kiểu học có chương trình của nước Anh gồm 16 môn thi, hay của nước Đức gồm 18 khóa trình vốn có. Thần muốn bắt chước làm theo, cầu lấy thực chất, không chuộng phù hoa, đòi hỏi về chuyên môn, chứ không chỉ biết qua loa, ngõ hầu văn minh có thể ngày một tiến lên".
Qua những đoạn trích trên, chúng ta thấy cụ Đình nguyên đã có sức học không những uyên sâu về Nho học, vốn là một thế mạnh của nho sinh xứ Nghệ mà còn học được tư tưởng tiến bộ của văn minh phương Tây. Đấy là cụ đã nhìn rộng ra và thấy được sự lạc hậu của đất nước về mọi mặt, nhất là về nông - công - thương và khoa học - giáo dục. Cụ đã vạch rõ được những việc cần làm ngay để chấn hưng đất nước, như việc khẩn hoang để thêm đất cày ruộng; cho thông thương buôn bán để mở rộng thị trường ra thế giới; cho học tập, ứng dụng các thành tựu khoa học kỹ thuật, như lập nông trang, sử dụng cày máy để tăng năng suất cây trồng, tăng sản lượng lương thực, phát triển nghề thủ công… Đặc biệt về giáo dục, được cụ Đình nguyên rất coi trọng, cho rằng cần giảm lối học theo hủ Nho, mà tăng cường việc thực học theo lối mới có chương trình cụ thể như của nước Anh, nước Đức, có thế mới mong cải cách và đưa đất nước đến văn minh phát triển.
Là một Nho sinh thời phong kiến, phải có một bước tiến về tư tưởng mới, được tiếp xúc với các tài liệu, sách vở phương Tây thì cụ Vương Hữu Phu mới dám mạnh dạn đề xuất các ý tưởng đổi mới như trong bài văn sách thi Đình của mình như vậy. Thực tế từ triều vua Tự Đức, nước ta đã có một số nhà Nho đã có tư tưởng cách tân đất nước rất tiêu biểu như Nguyễn Trường Tộ và Phạm Công Trứ. Xứ Nghệ cũng tiêu biểu có nhiều nhà Nho đi tiên phong trong việc học chữ Tây và truyền bá chữ quốc ngữ để tiếp cận nền văn minh, KHKT tiên tiến của phương Tây như Phan Bội Châu, Đặng Nguyên Cẩn, Ngô Đức Kế, v.v… nên cụ Vương Hữu Phu là một người kế tiếp được truyền thống đó và đã mạnh dạn nói ra trong bài thi Đình đỗ đầu xuất sắc của mình, tuy cụ có dè dặt, khiêm tốn trước vua, quan triều đình còn hủ lậu lúc bấy giờ, như lời văn kết bài đối sách của cụ:
"Thần là kẻ bắt đầu học, mới tiến bộ, không biết kiêng dè, nói năng bộc trực trước đấng quân vương, lòng khôn xiết run sợ!".
Theo như lời giới thiệu của GS. Vương Lộc thì tác giả bài văn đã vượt ra ngoài vòng khuôn sáo cử tử trong các bài học Nho gia truyền thống, mà tiếp cận với văn minh tiên tiến của châu Âu để biện luận sắc sảo về tình hình, chính sách, chế độ đương thời, mở ra một hướng đi mới cho triều đình phong kiến lúc bấy giờ:
Bài văn sách ra đời giữa chốn trường thi, cách đây một trăm năm, xem ra đến nay vẫn còn mang đầy đủ ý nghĩa thời sự. Thông qua bài văn, tác giả đã đề cập đến nhiều vấn đề cổ kim đông tây, đề xuất nhiều ý kiến thiết thực, sắc sảo, có nhiều nhận xét thẳng thắn và biện luận chặt chẽ, được trình bày một cách mạch lạc, rõ ràng, có thể đánh giá là một áng văn tiêu biểu về cả nội dung lẫn nghệ thuật. Rất tiếc là những ý kiến sắc sảo mang tầm chiến lược của vị Tiến sĩ tân khoa 30 tuổi nêu ra đã không được đem ra thi hành bởi lẽ lúc này mọi công việc đều do người Pháp quyết định…
(Nhà báo Nguyễn Duy Hữu viết chú thích)